# ترت-بوتیل‌لیتیم
ترت-بوتیل‌لیتیم (به انگلیسی: Tert-Butyllithium) با فرمول شیمیایی LiC
۴H
۹ یک ترکیب شیمیایی با شناسه پاب‌کم ۶۳۸۱۷۸ است؛ که جرم مولی آن 64.055 g mol-۱ می‌باشد. شکل ظاهری این ترکیب، جامد بی‌رنگ است.